# 히비노역 (나고야시)
히비노역(일비야역, 일본어: 日比野駅, ひびのえき)은 일본 아이치현 나고야시 아쓰타구에 위치한 철도역이다.

## 역 구조
섬식 승강장 1면 2선의 지하역이다. 본 역은 가나야마 방향에서 목적지별로 뚫린 단선 터널이 합류하는 지점에 위치하고 역 구내에서 두 선로가 접근하면서 가나야마 방면으로 승강장의 폭이 넓게 되어있다.
2011년 3월 27일부터 역 업무는 일본 통운에 위탁되고 있다.
구내 역명판에는 인근 시설인 중앙도매시장이 병기되어 있다.

### 타는 곳
| 1 | 〓 메이코 선 | 도카이도리·나고야코 방면                                        |
| 2 | 〓 메이코 선 | 가나야마 방면 ■ 지하철 메이조 선에 직결 운행 사카에·오조네 방면 |

## 역 주변
- 시로토리 공원
  - 나고야 국제 회의장
- 아쓰타 시로토리노 역사관
- 나고야 시 중앙도매시장 본장
- 나고야 시 장애인 고용 지원 센터
- 히비노 상점가
- 나고야가쿠엔 대학 나고야 캠퍼스
- 나고야 시립 히비노 중학교
- 나고야 히비노 우체국

## 역사
- 1971년 3월 29일: 영업 개시.
- 2004년 10월 6일: 4호선의 나고야다이가쿠 ~ 아라타마바시 역간 개업에 따라 노선 이름의 명칭을 메이코 선으로 지정함.
- 2007년 4월 1일: 5번 출입구 신설.

## 인접역
| 나고야 시 교통국 〓 지하철 메이코 선 | 나고야 시 교통국 〓 지하철 메이코 선 | 나고야 시 교통국 〓 지하철 메이코 선 |
| ------------------------------------ | ------------------------------------ | ------------------------------------ |
| E 03 로쿠반초 나고야코 방면          |                                      | 가나야마 E 01 가나야마 방면          |